# 人生好難
《人生好難》（英語：Hurts 2B Human）是美國歌手紅粉佳人的第八張錄音室專輯，於2019年4月26日由RCA唱片發行。專輯原本的構想為獨立的迷你專輯，但其後擴充成為完整錄音室專輯，並有著跟紅粉佳人以往專輯不同的聲音。紅粉佳人與格萊格·科爾斯汀、马克斯·马丁與瑞恩·泰德等製作人在專輯合作，並迎來錢錢三人組、哈立德、克里斯·斯塔普爾頓與拉貝爾客串歌曲。《人生好難》是一張以愛、家庭、內省、人生與自我價值的流行專輯。紅粉佳人於2019年2月在「艾倫·狄珍妮秀」上確認專輯的發行消息。
專輯於發行前後獲得樂評家整體正面的評價，包括讚賞它的製作與一致性，但亦有專輯過於計算跟公式化的批評。專輯發行後獲得商業上的成功，登上包括澳洲、加拿大、紐西蘭與瑞士在內等八國排行榜冠軍。在美國，《人生好難》成為紅粉佳人連續第三張空降《告示牌》二百強專輯榜冠軍的錄音室專輯。而澳大利亚唱片业协会其後亦把專輯認證為白金唱片。〈陪我回家〉於2019年2月20日作為專輯主打單曲發行，並打進愛爾蘭、瑞士與英國等排行榜的前10位。〈假裝一下〉於2019年5月17日作為專輯第二支單曲發行，而專輯同名曲跟〈還是愛我〉其後則分別作為單曲於限定地區發行。

## 發行背景
紅粉佳人於2017年10月發行她的第七張錄音室專輯《美麗傷痕》，並獲得反響不一的評價。專輯成為2017年全球銷量第三高的專輯，截至2018年已在全球範圍售出超過300萬張銷量。《美麗傷痕》亦為紅粉佳人獲得兩項葛萊美獎提名，分別在2018年跟2019年獲得一項提名。紅粉佳人於2018年3月至2019年11月展開以專輯為主題的「美麗傷痕世界巡迴演唱會」以宣傳作品。2019年2月6日，紅粉佳人現身「艾倫·狄珍妮秀」接受訪問。當提到新音樂作品的時候，她確認了名為〈陪我回家〉的歌曲將於兩星期內發行，而名為《人生好難》的專輯則於2019年4月發行。
在社交媒體上傳三段跟專輯封面有關的預告片段後，紅粉佳人於2月28日公開專輯的正式封面。封面由安德魯·麥克弗爾森拍攝，並由休曼設計，以具藝術性的多彩影像展現了紅粉佳人的左臉。封面亦包括各種暖色調的明亮色彩，給予有如水彩畫般的畫像感覺。在接受《娱乐周刊》的採訪時，紅粉佳人提到她把專輯名稱取為《人生好難》的原因，這是因為專輯的同名曲擊中她的心弦而發出回響，並反映出她當下的真實感受。

## 發展與構成
《人生好難》的錄製工作在「美麗傷痕世界巡迴演唱會」進行期間展開，當中創作了20首歌曲並打算收錄專輯。紅粉佳人指出專輯的創作階段跟她以往專輯的有所不同：「我通常在巡演期間便停止創作，但這次我們從未停下」。紅粉佳人原先打算創作一張獨立的迷你專輯，但其後隨著進展以擴充創作為一張完整的錄音室專輯。紅粉佳人回想當時的情況：「當我還沒有創作專輯的想法時，它便已經成形了」。紅粉佳人分別在村莊錄音室、MXM錄音室、洛杉矶的迴音錄音室、威尼斯的地球之星創作中心、布蘭特伍德的南大中央錄音室、斯德哥尔摩的狼表兄弟工作室以及奧克蘭的圓顱錄音室為專輯錄音。紅粉佳人形容錄音的工作為「一顆卵石不停滾下而變成巨石」。
紅粉佳人指《人生好難》在音樂性上跟她過往專輯的「煩憂與婚姻」本質不一樣，並把專輯的歌曲跟團體心理治療作比較。歌曲的創作靈感來自當前社會的憂鬱、壓力以及痛苦，其中「痛苦」成為創作的原動力，也是紅粉佳人認為「值得談及的事」。她亦提到成為母親給予她在音樂跟人生上的正面影響，使她成為更加開放、自信與體貼的人。不少音樂家皆以客席身份參與專輯。紅粉佳人邀請了拉貝爾到她的自家錄音室，並跟史特夫·羅布森三人一起創作了〈90天〉。拉貝爾其後在接受《Get Out!》雜誌採訪時提到歌曲是關於「離開所愛的人以變得清醒」，並指歌曲對於自己非常特別。紅粉佳人找來哈立德一起合作專輯同名曲〈人生好難〉，因為她非常喜歡哈立德的聲音以及歌曲背後的意念。紅粉佳人在贊恩·洛的Beats 1 廣播電臺節目上提到歌曲的歌詞談及了人生的經歷，以及憑著「自己創造出圍繞自己的圈子」克服困難的時刻。紅粉佳人亦跟錢錢三人組在〈假裝一下〉合作，她指歌曲的製作過程相當有趣。紅粉佳人受到李·安·沃馬克與她的2000年單曲〈I Hope You Dance〉啟發，並聯絡了克里斯·斯塔普爾頓洽談合作。當得到對方首肯後，紅粉佳人來到纳什维尔並與艾倫·尚布林跟湯姆·道格拉斯寫下〈還是愛我〉。

## 音樂與歌詞
《人生好難》是一張包含舞曲與鄉村音樂元素的流行專輯。多數樂評家皆認為專輯充滿迎合電台播放的抒情歌曲。專輯以〈別鬧了〉開始，它是一首受鄉村風格影響的快板流行歌曲。《Stereogum》的克里斯·德維爾以「帶有爵士、藍調的復古感」形容歌曲。歌曲的主題講述一段出了問題的關係，而紅粉佳人則在歌詞中警告她的情人不能再從自己身上撈到好處。第二首歌曲〈（為何）有時會想你〉是一首流行舞曲。歌曲講述紅粉佳人想念一個曾經傷害自己的人。她亦大量使用自动调谐修飾在歌曲的聲音。〈陪我回家〉是一首帶有鄉村元素的流行歌曲，被《衛報》的艾米·克里夫形容為「充滿數碼化的聲樂製作」與紅粉佳人作品中的「新穎嘗試」。第四首歌曲〈我的閣樓〉是一首自省抒情曲。歌曲帶有「沙啞」聲樂以及關於埋藏回憶與秘密的「詩意」歌詞。第五首歌曲〈90天〉迎來拉貝爾客席獻聲，它是一首簡約的Electronica抒情曲，並使用了钢琴以及以聲碼器加強的和聲。歌曲講述一段變質的關係，而戀人開始抱有懷疑並害怕他們的愛會迎來終結。《偏锋杂志》的亞歷克斯·坎普跟《爱尔兰时报》的艾米·奧康納皆把〈90天〉與伊莫珍·希普2005年的歌曲〈Hide and Seek〉作比較。
專輯的同名曲迎來哈立德客席獻聲。歌曲以電子舞曲節奏、电吉他和弦以及合成器組成，歌詞講述兩位歌手意識到各人每天所面對的困難，並讚美將人們團結在一起的力量。第七首歌曲〈假裝一下〉是一首迎來錢錢三人組客串的電子舞曲。歌曲的歌詞突出以懷舊作為逃避「跟想像不符」的現實世界，紅粉佳人唱出：「我們可以假裝嗎？ 老實說，現實讓我很煩」。〈勇氣〉是一首帶有「緊張不安」聲樂的原音樂力量抒情曲。《Washington Blade》的湯姆·墨菲把歌曲的記憶點與凱蒂·佩芮2017年〈鍊上節奏〉的作比較。第九首歌曲〈開心〉闡述了紅粉佳人在成長中害怕敞開心扉以及她的不安感，她在歌曲唱出：「從17歲的時候開始，我便一直討厭自己的身體，我也感覺身體一樣討厭著自己」。紅粉佳人指這段歌詞的靈感來自她在17歲時的流产經歷，提到「當這發生在一個女人或年輕女孩身上時，你便會感覺身體在討厭你自己，以及覺得身體已經變得不完整，失去了它原本的功能」。
〈我們能擁有一切〉是一首「重律動感」的流行搖滾歌曲。《Idolator》的邁克·瓦斯指歌曲「捕捉了毀掉一件好事物而不知道怎麼做時產生的失落感」。第十一歌曲〈還是愛我〉是一首迎來克里斯·斯塔普爾頓客串的鄉村抒情曲。歌曲開頭的歌詞描繪了一段關係中的承諾以及可能出現的障礙：「即便你看見我的傷疤，即便我傷了你的心／假如我們分隔兩地，你會因此而離開我嗎？」。《娛樂週刊》的毛利·約翰斯頓指紅粉佳人的聲樂「粗糙」，而《地鐵週刊》的肖恩·莫尼耶則認為斯塔普爾頓的聲音「與背景融為一體」，使它成為一首可行的合唱曲。在倒數第二首歌曲〈循環遊戲〉中，紅粉佳人談及出她母親身分、生命的盡頭以及「追隨成為自己所敬仰的父母榜樣而成長」。它是一首主要由鋼琴組成的抒情曲，被認為是一首「非常私人的作品」。歌曲亦同樣聚焦在她與女兒的關係、從孩童到成人時一直抱有的不安感等主題上。她指歌曲受到自己的父親啟發：「他是我第一個英雄。當我還是小女孩時，他就是我的上帝。他是教會我為自己所相信的奮鬥的人。他是我很重要的一部分」。專輯標準版以〈生命終曲〉終結，它是一首原音樂民謠抒情曲，帶有憂鬱的含意以及「在誠實與確實性上的驚人魅力」。

## 發行與宣傳

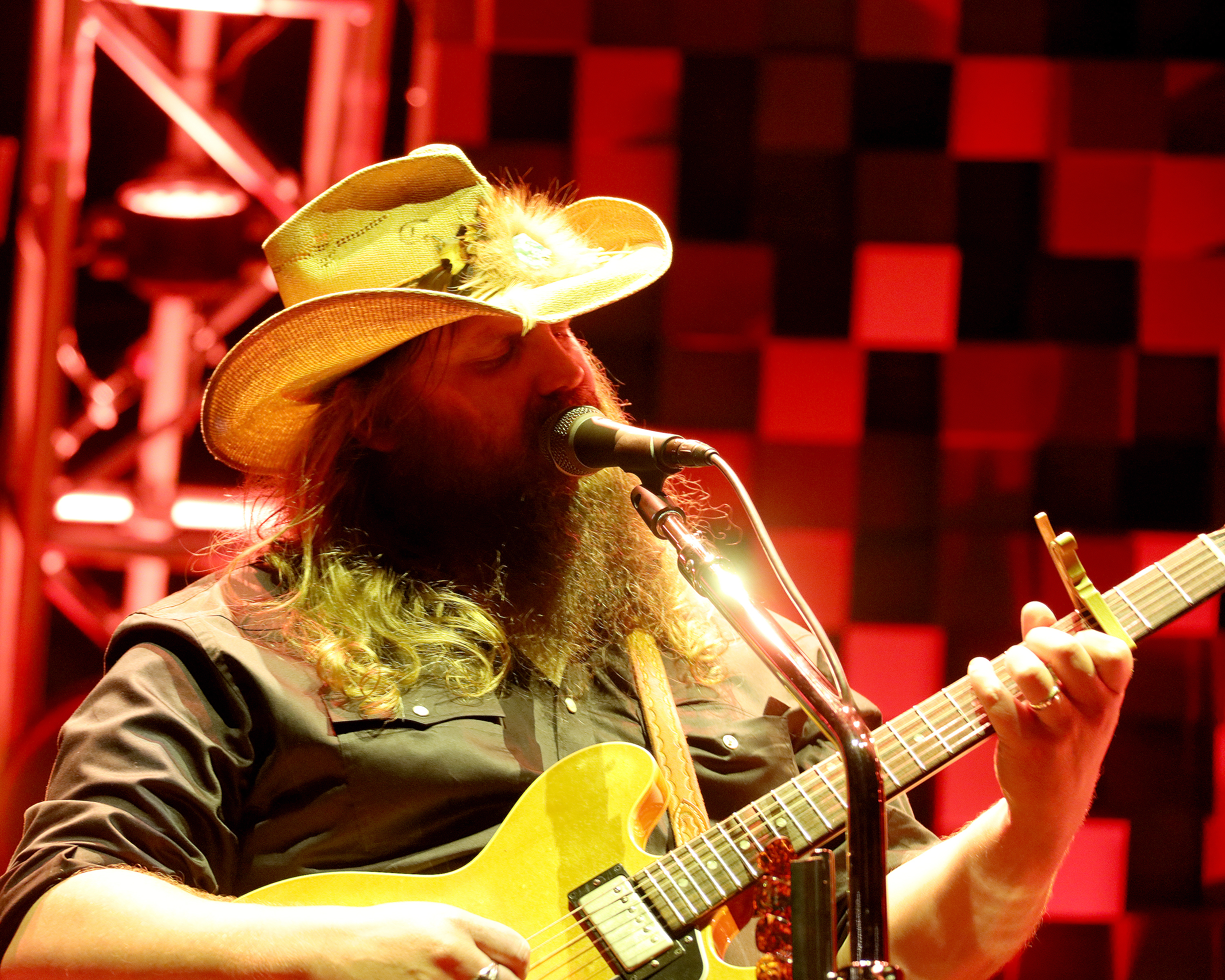
〈還是愛我〉迎來鄉村歌手克里斯·斯塔普爾頓（圖）客串。紅粉佳人指這次合作是「人生其中一項最大的榮幸」。

《人生好難》與前作《美麗傷痕》距離的發行時間僅18個月，成為紅粉佳人生涯中相隔最短的一次。專輯發行了多支单曲與宣传单曲。〈陪我回家〉於2019年2月20日作為專輯的主打單曲發行。紅粉佳人於同日在「2019年全英音樂獎」演唱了歌曲，作為串燒曲的一部分。〈陪我回家〉獲得樂評家整體正面的評價，包括讚賞它宛如聖歌以及出色的製作。歌曲獲得商業上的成功，打進芬蘭、愛爾蘭、瑞士以及英國等多國排行榜前10位。在美國，歌曲最高登上《告示牌》百強單曲榜前50位，並登上《告示牌》舞曲夜店歌曲榜、當代成人單曲榜與成人四十強單曲榜的冠軍位置，成為她於成人四十強單曲榜第10支冠軍單曲，延續了她作為個人歌手獲得該榜最多冠軍單曲的紀錄。歌曲的音樂錄影帶由麥可·格雷希執導，於歌曲發行一個月後公開，紅粉佳人在錄影帶中與多個影子在空無一人的城市裡起舞。〈陪我回家〉獲得「2020年全球獎」最佳歌曲獎的提名。
〈別鬧了〉於2019年3月28日作為《人生好難》第一支宣傳單曲發行，與專輯的先行預約服務同時公開。〈假裝一下〉於2019年4月11日作為專輯第二支宣傳單曲發行。歌曲於翌月轉為專輯第二支正式單曲在澳洲發行，其後在2019年7月22日獲派往美國的成人当代音乐電台播放。歌曲獲得《告示牌》舞曲夜店歌曲榜冠軍，成為紅粉佳人於該榜的第七支冠軍單曲，也是錢錢三人組在該榜的首支冠軍單曲。2019年4月22日，專輯的同名曲作為第三支宣傳單曲發行。紅粉佳人於同日現身「艾倫·狄珍妮秀」演唱〈陪我回家〉。紅粉佳人於5月1日現身「吉米·坎摩尔直播秀」演唱〈別鬧了〉。〈90天〉的音樂錄影帶於6月18日發佈。錄影帶被形容為「情緒化」，講述「背負家庭的巡演型歌手面對的艱難」。〈假裝一下〉的音樂錄影帶於10天後公開，以動畫形式展示紅粉佳人探索太空的身影。〈人生好難〉於2019年8月30日轉為專輯的第三支單曲於指定地區發行。〈還是愛我〉於2019年9月17日先行派往鄉村音樂電台播放，其後於11月18日派往美國成人當代電台作為專輯最後一支單曲發行。專輯同名曲的音樂錄影帶於1天後發佈。錄影帶由艾麗莎·托維恩執導，展示了紐約市公寓各人的「承受日常生活的壓力」。11月13日，紅粉佳人與克里斯·斯塔普爾頓於「第35屆美國鄉村音樂協會獎」上合唱〈還是愛我〉。

## 專業評價
| 綜合得分        | 綜合得分 |
| 來源            | 評分     |
| --------------- | -------- |
| AnyDecentMusic? | 6.3/10   |
| Metacritic      | 71/100   |
| 評論得分        |          |
| 來源            | 評分     |
| AllMusic        | [ 26 ]   |
| 《娱乐周刊》    | B        |
| 《衛報》        | [ 24 ]   |
| 《Idolator》    | [ 35 ]   |
| 《洛杉磯時報》  | [ 31 ]   |
| 《滾石》        | [ 41 ]   |
| 《偏锋杂志》    | [ 34 ]   |

《人生好難》獲得樂評家整體正面的評價。樂評網站Metacritic根據9筆評分對此專輯評分71/100，顯示這張專輯獲得了樂評的普遍好評。而另一個音樂整合網站AnyDecentMusic?則根據評分而對此專輯評分6.3/10。
AllMusic的史蒂芬·托馬斯·艾爾維恩給予專輯四星（滿分五星）的正面評價。他認為專輯對於紅粉佳人來說是「整體上輕巧的事情」，並認為不同曲風的融合使它從聲音上凝聚一起。艾爾維恩以「《人生好難》在感覺『氣派而時尚』的同時在『情緒的引力』上忠於自我，就跟紅粉佳人一直做的一樣」。《娛樂週刊》的毛利·約翰斯頓給予專輯B級評價，指專輯的樂觀特質使它令人愉快跟引起共鳴，並認為鄉村流行樂的影響展現出「（紅粉佳人）如此實在的歌詞與深情的吼聲能夠在納許維爾最棒的酒吧裡聽見」。
《洛杉磯時報》的米凱爾·伍德認為《人生好難》以「驚人的一致」獲得成功，指歌曲關於「克服障礙並學會相信自己的能力」的信息跟現今年輕歌手的抑鬱與物質濫用等主題形成對比。《Stereogum》的克里斯·德維爾指專輯展現出一個「找到自己的舒適區，並成功讓她的音樂跟隨自己成長」的歌手，但認為裡面一些過於情緒化的歌曲給予他「單純的成品」感覺。《滾石》的莎拉·格蘭特把專輯比喻為「熱情洋溢的告解室」，並指出〈勇氣〉跟〈開心〉為紅粉佳人「目前聽起來最無顧忌跟心碎」的歌曲，並把〈開心〉跟她第二張錄音室專輯的《誤會大了》的主保聖人特質作比較。
《音樂碰撞》的馬爾維卡·帕丁把專輯形容為「以她無畏的歌聲穿透著宛如聖歌的流行歌曲收錄輯」。《Idolator》的邁克·瓦斯認為《人生好難》是紅粉佳人自2008年的《搖滾遊樂園》以來最好的專輯，並以「靠近成人的流行專輯」簡單形容它。《衛報》的艾米·克里夫與《愛爾蘭時報》的艾米·奧康納皆給予專輯三星（滿分五星）的評價。克里夫認為專輯的抒情曲為紅粉佳人聲樂的突出時刻，但認為專輯未有給予「持續進步的感覺」。奧康納亦有著相似看法，認為專輯公式化的詞曲創作是為了重覆2017年《美麗傷痕》的成功，並形容《人生好難》為「有點過於打安全牌，未能濺起巨大水花」。但她認讚賞了〈假裝一下〉與〈90天〉等歌曲，認為前者是對紅粉佳人個性的「理想展現」。《偏鋒雜誌》的亞歷克斯·坎普給予專輯負面評價，認為裡面的合作不盡人意，但讚賞了〈90天〉「超凡脫俗的質素」。專輯其後在「2019年BreakTudo獎」上獲得「年度專輯獎」的提名。

## 商業成績
根據尼爾森銷量統計系統的資料，《人生好難》發行首週以111,500張专辑等价单位空降美國《告示牌》二百強專輯榜冠軍位置。這成為紅粉佳人繼2012年的《有愛有真相》與2017年的《美麗傷痕》以來連續第三張登上榜單冠軍的專輯。《人生好難》也是該週實際銷量第二高的專輯，單週售出95,000張銷量。專輯次週排名下滑5位至第6位，銷量亦下降68%至36,000張专辑等价单位。截至2019年6月，專輯在美國一共售出158,000張實際銷量。在加拿大，專輯首週以13,000張的专辑等价单位空降加拿大專輯榜冠軍位置。
在英國，專輯發行首週以48,861張专辑等价单位（包括4,359張串流媒體等價單位）空降冠軍位置，以22,000張的差距擊敗鯰魚與瓶子人的《The Balance》，成為紅粉佳人於當地第三張冠軍專輯。專輯於次週蟬聯榜單冠軍，而銷量則下降65.79%至16,713張专辑等价单位。這也成為她於當地首張獲得多週冠軍的專輯。專輯第三週以11,582張专辑等价单位再度蟬聯榜單冠軍。《人生好難》獲英国唱片业协会認證為金唱片，代表於當地的銷量已達到100,000張。在歐洲其他地區，專輯亦登上比利時專輯榜（法蘭德斯）、愛爾蘭、荷蘭、蘇格蘭跟瑞士專輯榜冠軍位置，並打進其他多國排行榜前10位。
在澳洲、《人生好難》空降澳大利亚唱片业协会榜冠軍位置，成為紅粉佳人於當地第六張冠軍專輯。紅粉佳人憑藉專輯使她於獲得該榜冠軍的總週數達至41週，打破原本與愛黛兒共享的40週紀錄，成為獲得該榜第5多冠軍總週數的歌手。專輯也讓她成為獲得冠軍總數週最多的女歌手，並成為繼麥當娜後獲得該榜最多冠軍專輯的女歌手。專輯總共獲得該榜三週冠軍，其後獲澳大利亚唱片业协会認證為白金唱片，代表出貨量達到70,000張。專輯亦空降新西兰官方音乐榜冠軍位置，成為紅粉佳人於當地的第三張冠軍專輯。專輯其後獲當地唱片業協會認證為金唱片，代表出貨量達到7,500張。

## 歌曲列表
| 標準版   | 標準版                                                                        | 標準版 | 標準版                                | 標準版 |
| 曲序     | 曲目                                                                          | 词曲 | 製作人                                | 时长   |
| -------- | ----------------------------------------------------------------------------- | --- | ------------------------------------- | ------ |
| 1.       | 別鬧了 Hustle                                                                 | 紅粉佳人 丹·雷诺兹 約爾根·奧迪加德                                                                                                   | 奧迪加德 雷諾茲 [a]                   | 2:55   |
| 2.       | （為何）有時會想你 (Hey Why) Miss You Sometime                                | 紅粉佳人 马克斯·马丁 歇爾貝克 | 歇爾貝克 馬丁                         | 3:23   |
| 3.       | 陪我回家 Walk Me Home                                                         | 紅粉佳人 斯科特·哈里斯 （ 英语 ： Scott Harris (songwriter)） 奈特·瑞斯                                                                                       | 彼得·托馬斯 （ 英语 ： Peter Thomas (musician)） 凱爾·摩爾曼 | 2:59   |
| 4.       | 我的閣樓 My Attic                                                             | 茱莉亞·麥可斯 伊爾賽·朱伯 （ 英语 ： Ilsey Juber） 弗雷迪·韋克斯勒 （ 英语 ： Freddy Wexler）                                                                | 傲嬌樂隊 弗雷迪·韋克斯勒              | 3:02   |
| 5.       | 90天（拉貝爾客串） 90 Days（featuring Wrabel）                                | 紅粉佳人 拉貝爾 史特夫·羅布森 （ 英语 ： Steve Robson）                                                                                          | 羅布森 拉貝爾 西蒙·古丁 [a]           | 3:50   |
| 6.       | 人生好難（哈立德客串） Hurts 2B Human（featuring Khalid）                     | 紅粉佳人 泰迪·傑格 （ 英语 ： Teddy Geiger） 哈里斯 安娜-凱瑟琳·哈特利 （ 英语 ： Uffie） 亞歷山大·「Xplicit」·伊斯基爾多 （ 英语 ： The Monsters and the Strangerz） 哈立德·羅賓遜 | 奧迪加德                              | 3:22   |
| 7.       | 假裝一下（錢錢三人組客串） Can We Pretend（featuring Cash Cash）              | 紅粉佳人 瑞恩·泰德 讓·保羅·馬赫盧夫 亞歷克斯·馬赫盧夫 塞繆爾·弗里施                                                                  | 錢錢三人組 泰德                       | 3:44   |
| 8.       | 勇氣 Courage                                                                  | 紅粉佳人 格萊格·科爾斯汀 希雅·富勒                                                                                                   | 科爾斯汀                              | 4:19   |
| 9.       | 開心 Happy                                                                    | 紅粉佳人 傑格 薩莎·斯隆 史特夫·瓊斯 （ 英语 ： Steph Jones）                                                                                    | 奧斯卡·格雷斯 （ 英语 ： Oscar Görres） 傑格 [b]  | 3:01   |
| 10.      | 我們能擁有一切 We Could Have It All                                           | 紅粉佳人 科爾斯汀 貝克·漢森 | 科爾斯汀                              | 4:33   |
| 11.      | 還是愛我（克里斯·斯塔普爾頓客串） Love Me Anyway（featuring Chris Stapleton） | 紅粉佳人 艾倫·尚布林 （ 英语 ： Allen Shamblin） 湯姆·道格拉斯 （ 英语 ： Tom Douglas (songwriter)）                                                                       | 紅粉佳人 薩爾·奧利維里 [a] 古丁 [a]   | 3:08   |
| 12.      | 循環遊戲 Circle Game                                                          | 紅粉佳人 科爾斯汀 | 科爾斯汀                              | 4:54   |
| 13.      | 生命終曲 The Last Song of Your Life                                           | 紅粉佳人 比利·曼 （ 英语 ： Billy Mann） | 曼 紅粉佳人                           | 3:53   |
| 总时长： | 总时长：                                                                      | 总时长： | 总时长：                              | 47:03  |

| 日本版附贈曲 | 日本版附贈曲 | 日本版附贈曲                                   | 日本版附贈曲 |
| 曲序         | 曲目         | 词曲                                           | 时长         |
| ------------ | ------------ | ---------------------------------------------- | ------------ |
| 14.          | More         | 紅粉佳人 捷達·約翰-哈特利 巴斯比 （ 英语 ： busbee） | 3:50         |
| 总时长：     | 总时长：     | 总时长：                                       | 50:53        |

備註
- ^a 代表附加製作人
- ^b 代表聲樂製作人

## 製作名單
資料來自《人生好難》專輯。

### 技術與構成
- 紅粉佳人 –  聲樂（全曲目）、和聲（曲目2、9）、執行製作、製作（曲目11、13）
- 拉貝爾（英语：Wrabel） –  客席獻聲、製作（曲目5）
- 哈立德 –  客席獻聲（曲目6）
- 克里斯·斯塔普爾頓（英语：Chris Stapleton） –  客席獻聲（曲目11）
- 喬登·奧德加德 –  全伴奏（曲目1）、電子琴、弦樂、編程（曲目6）、製作（曲目1、6）
- 丹·雷诺兹 –  結他、附加製作（曲目1）
- 歇爾貝克 –  和聲、電子琴、結他、電貝斯、鼓、製作、編程（曲目2）
- 马克斯·马丁 –  電子琴、製作、編程（曲目2）
- 彼得·托馬斯（英语：Peter Thomas (musician)） –  和聲、群眾聲樂、合成器、電結他、打擊樂器、鼓、掌聲、製作、編程（曲目3）
- 凱爾·摩爾曼 –  和聲、群眾聲樂、合成器、電結他、打擊樂器、鼓、掌聲、製作、編程（曲目3）
- 路德維格·索德伯格 –  電子琴、電貝斯、編程（曲目4）
- 雅各布·耶里斯特羅姆 –  電子琴、電貝斯、編程（曲目4）
- 伊爾賽·朱伯（英语：Ilsey Juber） –  結他（曲目4）
- 拉米·雅各布 –  附加結他（曲目4）
- 馬特亞斯·約翰森 –  小提琴（曲目4）
- 大衛·布科文斯基 –  大提琴（曲目4）
- 馬蒂亞斯·比倫德 –  弦樂、編排、編程（曲目4）
- 史特夫·羅布森（英语：Steve Robson） –  鋼琴、製作、編程（曲目5）
- 泰迪·傑格（英语：Teddy Geiger） –  結他（曲目6）、聲樂製作（曲目9）
- 亞歷山大·馬赫盧夫 –  電子琴、合成器、製作、混音（曲目7）
- 塞繆爾·弗里施 –  鼓編程（曲目7）
- 格萊格·科爾斯汀 –  鋼琴、結他、電貝斯、合成器、製作（曲目8、10、12）、電子琴鼓（曲目8）、電子琴（曲目10）、鼓、羅德斯（英语：Rhodes piano）（曲目12）
- 奧斯卡·格雷斯（英语：Oscar Görres） –  電子琴、結他、電貝斯、打擊樂器、鼓、製作、編程（曲目9）
- 薩莎·斯隆 –  和聲（曲目9）
- 泰勒·霍金斯 –  鼓（曲目10）
- 薩爾·奧利維里 –  鋼琴、電貝斯、附加製作（曲目11）
- 斯特維·布萊克（英语：Stevie Blacke） –  弦樂編排與演奏（曲目11）
- 馬特·凱利 –  踏板鋼棒（英语：Pedal steel guitar）（曲目11）
- 李松雅 –  小提琴 （曲目12）
- 約瑟菲娜·維加拉 –  小提琴 （曲目12）
- 阿爾瑪·費爾南德斯 –  中提琴 （曲目12）
- 雅各布·布勞恩 –  大提琴 （曲目12）
- 比利·曼（英语：billymann） –  原聲結他、製作、工程、混音（曲目13）
- 傲嬌樂隊（英语：The Struts） –  製作 （曲目4）
- 西蒙·古丁 –  附加製作（曲目5、11）、聲樂錄製（曲目3－6）、工程、混音（曲目3、5、11）
- 瑞恩·泰德 –  製作、聲樂製作（曲目7）

### 錄製
- 加布·伯奇 –  錄製（曲目1、9）
- 丹尼斯·科西亞克 –  聲樂製作（曲目6）
- 科里·比斯 –  錄製（曲目9）
- 維羅妮卡·簡·懷曼 –  結他錄製（曲目6）、聲樂製作、工程（曲目9）
- 邁克爾·伊爾伯特 –  工程（曲目2）
- 山姆·霍蘭德 –  工程（曲目2）
- 格萊格·科爾斯汀 –  工程（曲目8、10、12）
- 亞歷克斯·帕斯科 –  工程（曲目8、10、12）
- 朱利安·伯格 –  工程（曲目8、10、12）
- 約翰·漢內斯 –  工程（全曲目）
- 塞班·幾內亞 –  混音（曲目1、2、4、6－10、12）
- 大衛·庫奇 –  母帶（全曲目）

### 管理
- 凱思·納夫塔利（英语：Keith Naftaly） –  A&R
- 羅格·戴維斯（英语：Roger Davies (manager)） –  管理
- 比爾·班丹 –  管理
- 莎迪·法沙法爾 –  管理
- 艾琳·泰勒 –  管理
- 麗莎·加勒特 –  管理
- 妮基·梅斯特羅維奇 –  管理
- 唐納德·帕斯曼 –  法律
- 吉恩·斯通頓 –  法律
- 海倫·斯托特勒 –  法律
- 南希·查普曼 –  商業事務
- 特蕾莎·波拉克 –  商業事務
- 休曼 –  封面繪畫
- 安德魯·麥克弗爾森 –  攝影
- 潔麗·海登 –  藝術指導與設計
- 尼克·斯坦哈特 –  藝術指導與設計

## 銷售榜單
| 榜單（2019年）                            | 最高 位置 |
| ----------------------------------------- | --------- |
| 澳大利亞（ARIA專輯榜）                    | 1         |
| 奧地利（奧地利Ö3專輯榜）                  | 2         |
| 比利時法蘭德斯（Ultratop專輯榜）          | 1         |
| 比利時瓦隆（Ultratop專輯榜）              | 6         |
| 加拿大（《告示牌》Canadian Albums Chart） | 1         |
| 捷克（ČNS IFPI專輯榜）                    | 4         |
| 丹麥（Hitlisten專輯榜）                   | 16        |
| 荷蘭專輯榜（百強專輯榜）                  | 1         |
| 芬蘭（Suomen virallinen lista專輯榜）     | 10        |
| 法國（SNEP專輯榜）                        | 7         |
| 德國（Offizielle Top 100專輯榜）          | 2         |
| 匈牙利（MAHASZ專輯榜）                    | 10        |
| 愛爾蘭（IRMA專輯榜）                      | 1         |
| 義大利（FIMI專輯榜）                      | 28        |
| 日本（Oricon專輯榜）                      | 54        |
| 拉脫維亞專輯榜（LAIPA）                   | 12        |
| 立陶宛專輯榜（AGATA）                     | 10        |
| 紐西蘭（RMNZ專輯榜）                      | 1         |
| 挪威（VG-lista專輯榜）                    | 7         |
| 波蘭（ZPAV專輯榜）                        | 12        |
| 葡萄牙（AFP專輯榜）                       | 8         |
| 蘇格蘭（OCC專輯榜）                       | 1         |
| 斯洛伐克專輯榜（ČNS IFPI）                | 12        |
| 南韓專輯榜（加翁）                        | 67        |
| 西班牙（PROMUSICAE專輯榜）                | 14        |
| 瑞典（Sverigetopplistan專輯榜）           | 8         |
| 瑞士（Schweizer Hitparade專輯榜）         | 1         |
| 英國專輯榜（OCC）                         | 1         |
| 美國《告示牌》二百強專輯榜                | 1         |

| 榜單（2019年）                    | 位置 |
| --------------------------------- | ---- |
| 澳大利亞專輯榜（ARIA）            | 3    |
| 奧地利專輯榜（奧地利Ö3）          | 53   |
| 比利時專輯榜（Ultratop法蘭德斯）  | 31   |
| 比利時專輯榜（Ultratop瓦隆）      | 124  |
| 加拿大專輯榜（《告示牌》）        | 50   |
| 荷蘭專輯榜（百強專輯榜）          | 51   |
| 法國專輯榜（SNEP）                | 106  |
| 德國專輯榜（Offizielle Top 100）  | 44   |
| 愛爾蘭專輯榜（IRMA）              | 47   |
| 新西蘭專輯榜（RMNZ）              | 15   |
| 瑞典專輯榜（Sverigetopplistan）   | 72   |
| 瑞士專輯榜（Schweizer Hitparade） | 24   |
| 英國專輯榜（OCC）                 | 23   |
| 美國《告示牌》二百強專輯榜        | 149  |

## 認證
| 地區                           | 认证 | 认证单位/销量 |
| ------------------------------ | ---- | ------------- |
| 澳大利亚（澳大利亚唱片业协会） | 白金 | 70,000‡       |
| 加拿大（加拿大音乐协会）       | 金   | 40,000‡       |
| 新西兰（新西兰唱片音乐协会）   | 金   | 7,500‡        |
| 英国（英国唱片业协会）         | 金   | 100,000‡      |
| ^僅含認證的出貨量              |      |               |

## 發行歷史
| 地區 | 日期          | 形式                 | 廠牌 | 版本          | 來源    |
| ---- | ------------- | -------------------- | ---- | ------------- | ------- |
| 多國 | 2019年4月26日 | CD 線上下載 串流媒體 | RCA  | 限制版 潔淨版 | [ 126 ] |
| 美國 | 2019年6月21日 | 黑膠唱片             | RCA  | 限制版 潔淨版 | [ 127 ] |

## 資料來源
1. ↑  Erlewine, Stephen Thomas. . AllMusic. 2017-10-13  [2017-10-13]. （原始内容存档于2017-10-15）.
2. ↑  Johnston, Maura. . Rolling Stone. 2017-10-13  [2017-10-13]. （原始内容存档于2018-07-31）.
3. ↑   (PDF). International Federation of the Phonographic Industry: 9.   [2018-07-07]. （原始内容存档 (PDF)于2018-06-12）.
4. ↑  . International Federation of the Phonographic Industry. 2019-03-13  [2019-03-22]. （原始内容存档于2019-03-22）.
5. ↑  Sisario, Ben. . The New York Times. 2017-11-28  [2017-12-07]. （原始内容存档于2017-12-08）.
6. ↑  . The Recording Academy.   [2018-12-07]. （原始内容存档于2019-02-10）.
7. ↑  Armstrong, Megan. . Billboard. 2017-10-05  [2017-10-05]. （原始内容存档于2017-10-05）.
8. ↑  Trendell, Andrew. . NME. 2018-10-23  [2019-12-14]. （原始内容存档于2019-12-12）.
9. ↑  Rowley, Glenn. . Billboard. 2019-02-06  [2019-12-14]. （原始内容存档于2019-12-12）.
10. 1 2  Mayhem, Music. . Music Mayhem Magazine. 2019-02-28  [2019-09-15]. （原始内容存档于2019-08-12）.
11. 1 2 3   (音像媒体说明). Pink. RCA Records. 2019.
12. ↑  Green, Patrick. . Character Media. 2019-07-13  [2019-09-15]. （原始内容存档于2019-07-14）.
13. ↑  Rowley, Glenn. . Billboard. 2019-02-28  [2019-09-15]. （原始内容存档于2019-04-22）.
14. 1 2 3 4 5  Stack, Tim. . Entertainment Weekly. 2019-04-26  [2019-09-15]. （原始内容存档于2019-08-03）.
15. ↑  Ryan, Patrick. . USA Today. 2019-04-30  [2019-12-13]. （原始内容存档于2019-10-13）.
16. 1 2 3  Vivinetto, Gina. . Today. 2019-12-12  [2019-04-26]. （原始内容存档于2019-04-27）.
17. 1 2 3 4 5  Lowe, Zane (host).  (Radio show podcast). Beats 1. iTunes Store. 2019-04-22  [2019-12-12]. （原始内容存档于2019-12-12）.
18. ↑  White, Jack. . Official Charts Company. 2019-05-07  [2019-12-15]. （原始内容存档于2019-12-15）.
19. 1 2  Ryan, Patrick. . USA Today. 2019-04-29  [2019-12-13]. （原始内容存档于2019-12-12）.
20. ↑  Weatherby, Taylor. . Billboard. 2019-02-05  [2019-12-12]. （原始内容存档于2019-12-12）.
21. 1 2  Feeney, Nolan. . Billboard. 2019-10-31  [2019-12-12]. （原始内容存档于2019-11-02）.
22. ↑  Shapiro, Eileen. . Get Out! Magazine. 2019-04-22  [2019-12-12]. （原始内容存档于2019-12-12）.
23. 1 2 3 4 5 6 7 8 9  Johnston, Maura. . Entertainment Weekly.   [2019-12-15]. （原始内容存档于2019-12-14）.
24. 1 2 3 4 5  Cliff, Aimee. . The Guardian. 2019-04-26  [2019-05-11]. （原始内容存档于2019-05-10）.
25. 1 2 3 4  O'Connor, Amy. . The Irish Times. 2019-04-25  [2019-12-06]. （原始内容存档于2019-04-26）.
26. 1 2 3 4  Erlewine, Stephen Thomas. . AllMusic. 2019-04-25  [2019-12-13]. （原始内容存档于2019-04-27）.
27. 1 2 3  DeVille, Chris. . Stereogum. 2019-04-25  [2019-12-06]. （原始内容存档于2019-11-16）.
28. 1 2  Roseblade, Nick. . The Quietus. 2019-05-02  [2019-11-09].
29. 1 2 3 4 5 6  Padin, Malvika. . Clash. 2019-05-07  [2019-11-09]. （原始内容存档于2019-05-09）.
30. 1 2  Acevedo, Angelica. . Billboard. 2019-03-28  [2019-11-01]. （原始内容存档于2019-07-02）.
31. 1 2 3  Wood, Mikael. . Los Angeles Times. 2019-04-25  [2019-12-14]. （原始内容存档于2019-12-14）.
32. 1 2 3  Thom, Murphy. . Washington Blade. 2019-05-04  [2019-12-06]. （原始内容存档于2019-06-14）.
33. 1 2 3 4 5  Maunier, Sean. . Metro Weekly. 2019-05-02  [2019-12-06]. （原始内容存档于2019-11-16）.
34. 1 2 3 4 5 6  Camp, Alexa. . Slant Magazine. 2019-04-26  [2019-04-27]. （原始内容存档于2019-06-29）.
35. 1 2 3 4 5  Wass, Mike. . Idolator. 2019-05-08  [2019-05-11]. （原始内容存档于2019-05-12）.
36. ↑  Trager, Alyson. . The Diamondback. 2019-04-30  [2019-12-06]. （原始内容存档于2019-12-06）.
37. 1 2  Shaffer, Claire. . Rolling Stone. 2019-04-22  [2019-12-06]. （原始内容存档于2019-11-22）.
38. ↑  McDermott, Maeve. . USA Today. 2019-04-25  [2019-12-06]. （原始内容存档于2019-12-09）.
39. ↑  Kaufman, Gil. . Billboard. 2019-04-11  [2019-12-06]. （原始内容存档于2019-04-19）.
40. 1 2 3  Willman, Chris. . Variety. 2019-04-25  [2019-12-06]. （原始内容存档于2019-06-12）.
41. 1 2 3  Grant, Sarah. . Rolling Stone. 2019-04-25  [2019-05-11]. （原始内容存档于2019-04-26）.
42. ↑  Kitchener, Shaun. . Daily Express. 2019-02-20  [2019-12-15]. （原始内容存档于2019-11-12）.
43. ↑  Weatherby, Taylor. . Billboard. 2019-02-20  [2019-12-13]. （原始内容存档于2019-11-19）.
44. ↑  McDermott, Maeve. . Chicago Sun-Times. 2019-02-21  [2019-04-25]. （原始内容存档于2019-03-28）.
45. ↑  DeVille, Chris. . Stereogum. 2019-04-25  [2019-11-16]. （原始内容存档于2019-11-16）.
46. 1 2 3  紅粉佳人的排行榜歷史：

. Musiikkituottajat.   [2019-12-13]. （原始内容存档于2019-12-13）.

. Irish Singles Chart.   [2019-12-13]. （原始内容存档于2010-11-24）.

. Swiss Hitparade.   [2019-12-13]. （原始内容存档于2019-12-13）.

. Official Charts Company.   [2019-12-13]. （原始内容存档于2019-11-20）.
. Billboard.   [2019-12-13]. （原始内容存档于2019-12-07）.

. Billboard.   [2019-12-13]. （原始内容存档于2019-05-08）.

. Billboard.   [2019-12-13]. （原始内容存档于2019-04-20）.

. Billboard.   [2019-12-13]. （原始内容存档于2019-05-08）.

. Billboard.   [2019-12-13]. （原始内容存档于2019-05-07）.

Trust, Gary. . Billboard. 2019-06-10  [2019-06-25]. （原始内容存档于2019-06-11）.
47. ↑  Grow, Kory. . Rolling Stone. 2019-03-21  [2019-12-13]. （原始内容存档于2019-10-12）.
48. ↑  Acevedo, Angelica. . Billboard. 2019-03-21  [2019-12-13]. （原始内容存档于2019-04-05）.
49. ↑  Garner, George. . Music Week. 2020-01-31  [2020-05-01]. （原始内容存档于2020-01-31）.
50. ↑  Blistein, Jon. . Rolling Stone. 2019-04-11  [2019-12-13]. （原始内容存档于2019-12-08）.
51. ↑  . The Music Network Australia. 2019-05-18  [2019-06-18]. （原始内容存档于2019-06-18）.
52. ↑  .   [2020-04-30]. （原始内容存档于2019-07-21）.
53. ↑  Rowley, Glenn. . Billboard. 2019-04-22  [2019-12-13]. （原始内容存档于2019-05-04）.
54. ↑  Kaufman, Gil. . Billboard. 2019-05-02  [2019-11-09]. （原始内容存档于2019-06-12）.
55. ↑  Shaffer, Claire. . Rolling Stone. 2019-06-18  [2019-12-13]. （原始内容存档于2019-10-02）.
56. ↑  Aniftos, Rania. . Billboard. 2019-06-28  [2019-12-13]. （原始内容存档于2019-12-13）.
57. ↑  . The Music Network Australia. 2019-08-30  [2019-09-02]. （原始内容存档于2019-12-13）.
58. ↑  . Dolfijn FM. 2019-08-31  [2019-09-02]. （原始内容存档于2019-09-02）.
59. ↑  . Play MPE. 2019-09-17  [2020-05-01]. （原始内容存档于2020-05-01）.
60. ↑  . All Acess Music Group.   [2019-11-01]. （原始内容存档于2019-11-19）.
61. ↑  Gottlieb, Steven. . VideoStatic. 2019-09-19  [2019-12-13]. （原始内容存档于2019-12-13）.
62. ↑  Rowley, Glenn. . Billboard. 2019-09-20  [2019-12-13]. （原始内容存档于2019-12-13）.
63. ↑  Kile, Meredith B. . Entertainment Tonight. 2019-11-13  [2019-12-13]. （原始内容存档于2019-12-13）.
64. 1 2  . AnyDecentMusic?. 2019-04-26  [2020-04-30]. （原始内容存档于2019-09-04）.
65. 1 2  . Metacritic. 2019-04-26  [2019-12-14]. （原始内容存档于2019-04-29）.
66. ↑  . Break Tudo. 2019-08-24  [2019-11-03]. （原始内容存档于2019-12-16）.
67. 1 2  Caulfield, Keith. . Billboard. 2019-05-06  [2019-05-07]. （原始内容存档于2019-05-06）.
68. ↑  . Billboard. 2019-05-11  [2019-06-26]. （原始内容存档于2019-06-26）.
69. ↑  Caulfield, Keith. . Billboard. 2019-05-12  [2019-06-26]. （原始内容存档于2019-05-13）.
70. ↑  Caulfield, Keith. . Billboard. 2019-06-27  [2019-08-17]. （原始内容存档于2019-06-30）.
71. ↑  Staff, FYI. . FYI Music Canada. 2019-05-07  [2019-06-26]. （原始内容存档于2019-05-17）.
72. ↑  Jones, Alan. . Music Week. 2019-05-03  [2019-06-26]. （原始内容存档于2019-05-07）.
73. ↑  Myers, Justin. . Official Charts Company. 2019-05-03  [2019-05-12]. （原始内容存档于2019-07-04）.
74. ↑  Jones, Alan. . Music Week. 2019-05-10  [2019-06-26]. （原始内容存档于2019-05-10）.
75. ↑  Myers, Justin. . Official Charts Company. 2019-05-10  [2019-05-12]. （原始内容存档于2019-05-12）.
76. ↑  Jones, Alan. . Music Week. 2019-05-17  [2019-06-26]. （原始内容存档于2019-05-19）.
77. 1 2  . British Phonographic Industry. 2019-06-14  [2019-06-19] （英语）.
78. 1 2  "P!nk – Hurts 2B Human" (in Dutch). Ultratop.be. Hung Medien.  [2019-05-03].
79. 1 2  "Official Scottish Albums Chart Top 100". Official Charts Company.  Retrieved 2019-05-04.
80. 1 2  "P!nk – Hurts 2B Human". Swisscharts.com. Hung Medien.  [2019-05-08].
81. 1 2 3  "P!nk – Hurts 2B Human". Australiancharts.com. Hung Medien.  [2019-05-04].
82. 1 2 3  Ryan, Gavin. . noise11. 2019-05-05  [2019-06-26]. （原始内容存档于2019-05-06）.
83. 1 2   (PDF). Australian Recording Industry Association.   [2020-04-30] （英语）.
84. 1 2  "Charts.nz – P!nk – Hurts 2B Human". Hung Medien.  Retrieved 2019-05-03.
85. 1 2  . Recorded Music NZ. 2019-06-14  [2019-06-19] （英语）.
86. ↑  . Apple Music.   [2019-06-18]. （原始内容存档于2019-06-04）.
87. ↑  . 日本: CD Japan.   [2019-04-03]. （原始内容存档于2019-04-04）.
88. ↑  "P!nk - Hurts 2B Human" (in German). Austriancharts.at. Hung Medien.  [2019-05-09].
89. ↑  "P!nk – Hurts 2B Human" (in French). Ultratop.be. Hung Medien.  [2019-05-03].
90. ↑  "P!nk Chart History (Canadian Albums)". Billboard.  Retrieved 2019-05-06.
91. ↑  "Top 50 Prodejní". Czech Albums. ČNS IFPI. Note: On the chart page, select 201918 on the field besides the word "Zobrazit", and then click over the word to retrieve the correct chart data.  [2019-05-06].
92. ↑  "Danishcharts.dk – P!nk – Hurts 2B Human". Hung Medien.  Retrieved 2019-05-08.
93. ↑  . Dutch Album Top 100.   [2020-05-07]. （原始内容存档于2020-03-08）.
94. ↑  "P!nk: Hurts 2B Human" (in Finnish). Musiikkituottajat.  Retrieved 2019-05-05.
95. ↑  "P!nk – Hurts 2B Human". Lescharts.com. Hung Medien.  [2019-05-06].
96. ↑  "Offiziellecharts.de – P!nk – Hurts 2B Human" (in German). GfK Entertainment Charts.  [2019-05-03].
97. ↑  "Archívum – Slágerlisták – MAHASZ – Magyar Hangfelvétel-kiadók Szövetsége". Mahasz.hu. LightMedia.  [2019-05-09].
98. ↑  "Irish-charts.com – Discography P!nk". Hung Medien.  Retrieved 2019-05-04.
99. ↑  "P!nk – Hurts 2B Human". Italiancharts.com. Hung Medien.  [2019-05-04].
100. ↑  . Oricon.   [2019-05-02].
101. ↑  . LAIPA.   [2019-11-28]. （原始内容存档于2019-10-10）.
102. ↑  . AGATA. 2019-05-03  [2019-12-03]. （原始内容存档于2019-10-09）.
103. ↑  "P!nk – Hurts 2B Human". Norwegiancharts.com. Hung Medien.  [2019-05-05].
104. ↑  "Oficjalna lista sprzedaży :: OLIS - Official Retail Sales Chart". OLiS. Polish Society of the Phonographic Industry.  [2019-05-09].
105. ↑  "P!nk – Hurts 2B Human". Portuguesecharts.com. Hung Medien.  [2019-05-09].
106. ↑  . IFPI Czech Republic.   [2019-05-07]. （原始内容存档于2019-05-06）.
107. ↑  . Gaon Chart.   [2019-05-02]. （原始内容存档于2019-05-02）.
108. ↑  "P!nk – Hurts 2B Human". Spanishcharts.com. Hung Medien.  [2019-05-08].
109. ↑  "P!nk – Hurts 2B Human". Swedishcharts.com. Hung Medien.  [2019-05-10].
110. ↑  . Official Charts Company.   [2020-05-07]. （原始内容存档于2020-08-18）.
111. ↑  . Australian Recording Industry Association.   [2020-01-10]. （原始内容存档于2020-03-15）.
112. ↑  . Hung Medien.   [2020-01-02]. （原始内容存档于2020-12-03）.
113. ↑  . Ultratop. Hung Medien.   [2019-12-20]. （原始内容存档于2020-02-22）.
114. ↑  . Ultratop. Hung Medien.   [2019-12-20]. （原始内容存档于2020-02-22）.
115. ↑  . Billboard.   [2019-12-05]. （原始内容存档于2019-12-05）.
116. ↑  . Hung Medien.   [2020-01-05]. （原始内容存档于2021-01-26）.
117. ↑  . SNEP.   [2020-01-08]. （原始内容存档于2020-11-24）.
118. ↑  . GfK Entertainment.   [2019-12-20]. （原始内容存档于2019-12-21）.
119. ↑  White, Jack. . Official Charts Company. 2020-01-09  [2020-01-11]. （原始内容存档于2020-03-12）.
120. ↑  . Recorded Music NZ.   [2019-12-21]. （原始内容存档于2021-01-26）.
121. ↑  . Sverigetopplistan.   [2020-01-14]. （原始内容存档于2020-03-22）.
122. ↑  . Hung Medien.   [2019-12-31]. （原始内容存档于2021-01-26）.
123. ↑  Copsey, Rob. . Official Charts Company. 2020-01-01  [2020-01-01]. （原始内容存档于2019-01-03）.
124. ↑  . Billboard.   [2019-12-05]. （原始内容存档于2019-12-05）.
125. ↑  . Music Canada. 2021-01-15  [2021-01-15] （英语）.
126. ↑  《人生好難》於2019年4月26日在多國發行的資料來源：
  - . 美國: Amazon.com. 2019-04-26  [2019-04-23]. （原始内容存档于2019-04-23）.
  - . 加拿大: iTunes Store. 2019-04-26  [2019-04-23]. （原始内容存档于2019-05-10）.
  - . 德國: iTunes Store. 2019-04-26  [2019-04-23]. （原始内容存档于2019-04-21）.
  - . 英國: iTunes Store. 2019-04-26.
  - . 美國: iTunes Store. 2019-04-26  [2019-04-07]. （原始内容存档于2019-04-15）.
127. ↑  . 美國: Amazon.com. 2019-06-21  [2019-04-23]. （原始内容存档于2019-04-23）.